# سامراء العباسية
سامراء العباسية هي مدينة في وسط العراق، وكانت عاصمة الخلافة العباسية من 836 إلى 892. أسسها الخليفة المعتصم بالله، وكانت سامراء لفترة وجيزة مدينة كبرى امتدت عشرات الكيلومترات على طول الضفة الشرقية لنهر دجلة، ولكن تم التخلي عنها إلى حد كبير في النصف الأخير من القرن التاسع، خاصة بعد عودة الخلفاء إلى بغداد.
نظراً لفترة الاحتلال القصيرة نسبياً، فقد بقيت آثار واسعة النطاق لسامراء العباسية حتى العصر الحديث. لا يزال من الممكن رؤية تخطيط المدينة من خلال التصوير الجوي، مما يكشف عن شبكة واسعة من الشوارع والمنازل والقصور والمساجد المخططة. أدت الدراسات التي قارنت الأدلة الأثرية بالمعلومات التي قدمها المؤرخون المسلمون إلى تحديد العديد من الأسماء الجغرافية داخل المدينة السابقة.
تم تصنيف موقع سامراء الأثري من قبل اليونسكو كموقع للتراث العالمي في عام 2007، ووصفته بأنه "أفضل مخطط محفوظ لمدينة كبيرة قديمة". وتقع المدينة الحديثة التي تحمل نفس الاسم ضمن الآثار العباسية.

## أصل التسمية

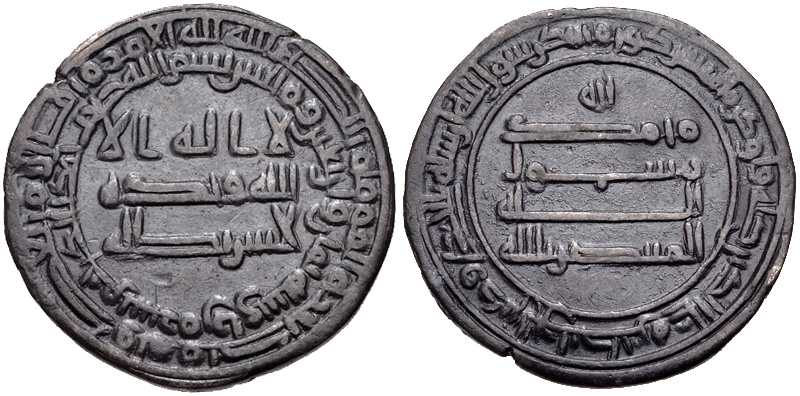
درهم المنتصر ضرب في سرى من رأى (سامراء) في 861-862

من المعروف أن اسم سامراء كان موجوداً قبل العصر الإسلامي. يذكر المؤلفون الكلاسيكيون الاسم بأشكال مختلفة، بما في ذلك الكلمة اليونانية سوما (Σουμᾶ)، وسوميري باللاتينية وسومارا بالسريانية.
الاسم الرسمي للمدينة العباسية كان سُرَّ مَنْ رَأَى  أي: "من رآه سعد". ظهر هذا الاسم على العملات المعدنية واعتمده بعض كتاب العصور الوسطى. ومع ذلك، استخدمت مصادر معاصرة أخرى سامراء (سَامَرَّا) أو سامراء (سَامَرَاء) كمتغيرات للاسم الجاهلي، وأصبح الشكل الأخير في النهاية هو التهجئة القياسية.

## تاريخ المدينة العباسية

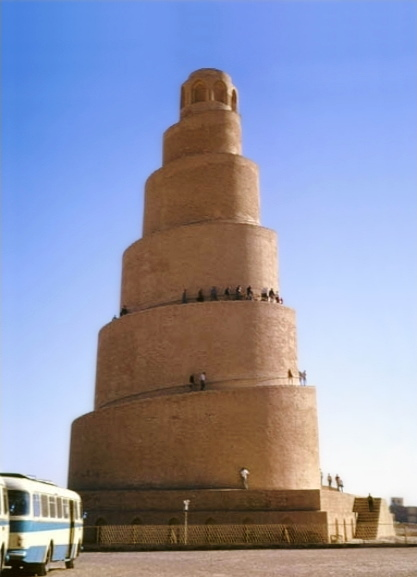
مئذنة سامراء الملوية في 1973

### التأسيس
تأسست سامراء على يد الخليفة العباسي الثامن المعتصم (حكم 833–842) عام 836. كان الدافع المباشر للمعتصم لاتخاذ القرار هو الحاجة إلى إيجاد سكن لأفواج الجيش التركي وغيرها من أفواج الجيش التي تم تشكيلها حديثًا. كانت هذه القوات تنتمي إلى مجموعات لم يكن لها في السابق سوى دور هامشي في العالم الإسلامي، لا تحظى بشعبية كبيرة بين سكان بغداد، واندلعت حوادث عنف بشكل متكرر بين الجنود والبغداديين. لذلك قرر المعتصم في عام 835 أن يغادر بغداد، المقر المعتاد للخلفاء العباسيين منذ 762 حيث أسسه الجد المؤسس أبو جعفر المنصور وينشئ عاصمة جديدة من اختياره.
وبعد فترة من البحث عن مكان مثالي، استقر المعتصم في موقع حوالي 80 ميل (130 كـم) شمال بغداد على الجانب الشرقي من نهر دجلة بالقرب من رأس نهر النهروان. بعد إرسال رجال لشراء العقارات المحلية، بما في ذلك دير مسيحي، طلب الخليفة من مهندسيه مسح الأماكن الأكثر ملاءمة للتنمية. بحلول عام 836، تم تشييد المباني في الموقع وانتقل المعتصم إلى المدينة الجديدة.
منذ البداية، تم تنفيذ أعمال البناء في سامراء على نطاق واسع. لم يكن الفضاء شيئًا؛ كانت الأراضي وفيرة ورخيصة، مع القليل من المستوطنات الموجودة مسبقًا لعرقلة التوسع. قام المعتصم بتحديد مخصصات مختلفة في المدينة الجديدة ومنح هذه المساحات لنخب مختلفة من الجيش والإدارة لتطويرها. تم إنشاء العديد من المعسكرات لأفواج الجيش، الذين تم فصلهم عمدًا في كثير من الحالات عن مساكن عامة الناس. وبنيت الأسواق والمساجد والحمامات للشعب، بالإضافة إلى عدد من القصور للخليفة وغيره من الأعيان. تم شحن المواد والعمال من مختلف أنحاء العالم الإسلامي للمساعدة في العمل. وقد ساعد في البناء عمال الحديد والنجارون ونحاتو الرخام والحرفيون.
كان تأسيس عاصمة جديدة بمثابة إعلان عام عن إنشاء نظام جديد، مع السماح للمحكمة بأن تكون "على مسافة من سكان بغداد ومحمية وبحراسة جديدة من القوات الأجنبية، ووسط ثقافة ملكية جديدة تدور حول الأراضي المترامية الأطراف". بالإضافة إلى ذلك، من خلال إنشاء مدينة جديدة في منطقة غير مأهولة سابقًا، يمكن للمعتصم أن يكافئ أتباعه بالأرض والفرص التجارية دون تكلفة عليه وخالية من أي قيود، على عكس بغداد بمصالحها الراسخة. في الواقع، يبدو أن بيع الأراضي قد حقق أرباحًا كبيرة للخزانة العباسية كما كتب هيو كينيدي، كان ذلك "نوعًا من المضاربة العقارية الضخمة التي يمكن أن تتوقع الحكومة وأتباعها الاستفادة منها".

### في عهد خلفاء المعتصم
بعد وفاة المعتصم، بقي خليفته الواثق بالله (حكم 842–847) في سامراء. وكان قراره بالبقاء قد أقنع سكانها ببقاء واستدامة المدينة الجديدة حيث بدأت جولة جديدة من البناء في عهده. قام الواثق بنفسه ببناء قصر جديد، سمي بالقصر الهاروني (الاسم الحقيقي للواثق هو هارون) على ضفة نهر دجلة، والذي أصبح مقر إقامته الجديد.
المتوكل على الله (حكم من 847 إلى 861) سعى بقوة إلى البناء الجديد، فوسع المدينة المركزية إلى الشرق وقام ببناء الجامع الكبير في سامراء والذي يعرف بجامع الملوية، ومعسكر بلكوارة والعديد من القصور، وبعد انتقاله إلى دمشق عام 858، عاد إلى العراق ونفذ مشروعه الأكثر طموحًا، وهو مدينة المتوكلية الجديدة شمال سامراء. حيث ضمت المنطقة الجديدة القصر الجعفري (تيمناً بإسمه جعفر المتوكل على الله)، والذي انتقل إليه عام 860. ولكن في العام التالي، اغتيل على يد الجنرالات الأتراك، وتم التخلي عن مدينة المتوكلية بعد فترة وجيزة ولم يكتب لها البقاء.
كان العقد الذي أعقب اغتيال المتوكل فترة مضطربة، تُعرف أحيانًا باسم الفوضى في سامراء، حيث كانت العاصمة تعاني في كثير من الأحيان من انقلابات القصر وأعمال شغب القوات التركية، وقد تخلى محمد المنتصر بالله ابن المتوكل (حكم من 861 إلى 862) عن القصر الجعفري وعاد إلى قصر الجوسق الذي ظل مقر إقامة خلفائه من بعده. وحينما تولى الحكم المستعين بالله (حكم من 862 إلى 866)، وجد أنه من المستحيل السيطرة على أفواج سامراء، فغادر المدينة وحاول الاستقرار في بغداد عام 865، لكن الأتراك والقوات الأخرى ردوا بإطاحته ومحاصرة بغداد حتى وافق الخليفة على التنازل عن العرش. وبالمثل، أطاح الجيش بقيادته التركية بخليفتيه، المعتز (حكم من 866 إلى 869) والمهتدي بالله (حكم من 869 إلى 870).
نفذ المعتمد على الله (حكم من 870 إلى 892) آخر مشاريع البناء المعروفة في سامراء، ولكن في الفترة اللاحقة من حكمه، يبدو أنه قضى وقتًا أقل في المدينة. بعد وفاته، عاد المعتضد بالله (حكم من 892 إلى 902) رسميًا إلى بغداد، وبذلك أنهى فترة فاصلة سامراء. فكر المكتفي بالله (حكم من 902 إلى 908) في وقت ما في العودة إلى سامراء ونزل في قصر الجوسق، لكن تم ثنيه في النهاية بعد أن أبلغه مستشاروه بالتكاليف الباهظة للخطة.
ولم يكن لدى سامراء بمفردها الكثير لتحفيز السكان على البقاء؛ كانت إمدادات المياه مشكلة  ويبدو أن المدينة كانت تعتمد كثيرًا على الإمدادات من أماكن أخرى.   وطالما كان الخلفاء على استعداد لضخ مبالغ طائلة من المال إلى المدينة لتستمر في البقاء؛ ومع عودة الخلفاء إلى بغداد، جفت هذه الاستثمارات وسرعان ما تم التخلي عن جزء كبير من المدينة. في القرون التالية، بقي عدد قليل من المستوطنات المعزولة داخل الأنقاض، ولكن سرعان ما أصبح الجزء الأكبر من المدينة غير مأهول بالسكان.

## نظرة عامة على المدينة

خريطة سامراء العباسية

وتشغل بقايا سامراء المعروفة مساحة قدرها 58 كـم2 (22 ميل2) تقريباً، ومعظمها على الجانب الشرقي من نهر دجلة. من بين 6,314 آلاف مبنى مسجل في الموقع (اعتباراً من عام 1991)، كما تتكون الغالبية العظمى من الآثار من أكوام منهارة من التربة المدكوكة والحطام المتناثر. على مستوى سطح الأرض، تكون البقايا متواضعة في الغالب؛ ولكن عند النظر إليها من الجو، يمكن رؤية مخطط المدينة العباسية بالكامل بمبانيها ونمط شوارعها بوضوح.

### وسط سامراء
تم إنشاء المنطقة الأساسية للمدينة في البداية في عهد المعتصم، مع مزيد من التطوير في عهد الواثق والمتوكل.
سيطر على تخطيط الشوارع في هذه المنطقة سلسلة من الطرق الطويلة والواسعة والتي كانت تمتد من الشمال إلى الجنوب ومن الشمال الغربي إلى الجنوب الشرقي. تم وصف هذه الطرق بالتفصيل من قبل المؤرخ والجغرافي المسلم اليعقوبي، والذي قام بسرد أمر المباني والمخصصات المختلفة التي كانت تقع على طول كل منها. كان يوجد بين الشوارع عدد كبير من الشوارع الصغيرة والمجمعات السكنية، بالإضافة إلى العديد من المباني الأكبر حجماً.
وكان سكان هذا القسم من المدينة خليطاً من المدنيين والعسكريين. وفي بعض الحالات، كان يتم فصل معسكرات القوات صراحة عن بقية السكان. حيث تم منح العديد من قادة الجيش مع أفواجهم مخصصات هنا، بما في ذلك الأتراك والفراغينة والأوشروسانية والمغاربة والإشتاخنية والجند والشاكيرية والعرب والخراسانيين. كما كان للعديد من الأمراء العباسيين وأصحاب النفوذ وشخصيات أخرى مخصصات على طول الطرق.
وإلى جانب المساكن، كان يوجد في هذه المنطقة عدد من المباني الأخرى، منها الإسطبلات العامة والخاصة، ومكتب ديوان ضريبة الأراضي المعروف أكثر بإسم (ديوان الخراج)، والسجن الكبير. وتوصف الأسواق كما وصفها المعتصم بأنها ذات صفوف واسعة، يباع فيها كل نوع من البضائع في قسم منفصل. وبالقرب من الأسواق كانت المشنقة التي شنق بها الثائر المجوسي بابك الخرمي (خشبة بابك)، والتي كانت بمثابة مكان لعرض الأشخاص الذين تم إعدامهم. كان هناك عدد كبير من الأرصفة على نهر دجلة، حيث تم تفريغ المؤن من الموصل والمدن الأخرى.
المسجد الأصلي الذي وضعه المعتصم سرعان ما أصبح صغيراً جداً بالنسبة لسكان المدينة مع تزايد عدد السكان. وقد هدمه المتوكل في نهاية المطاف، واستبدله ببناء جامع سامراء الكبير في محيط الحير. هذا المسجد، وهو الأكبر في العالم في ذلك الوقت، يبلغ قياسه 239 م × 156 م (784 قدم × 512 قدم) وكان به 17 ممرًا في قاعة الصلاة. جدار سياج قياس 443 م × 374 م (1,453 قدم × 1,227 قدم) تتميز بأروقة مغطاة لاستيعاب المصلين الإضافيين. المئذنة بالشكل الحلزوني، والمعروفة أيضاً بالملوية، يبلغ عددها 52 م (171 قدم) عالية ولا تزال قائمة في الجزء الخلفي من المسجد.

### المطيرة
المطيرة كانت معسكراً يقع إلى الجنوب من وسط سامراء. وقد أنشئت فرسخين (12 كم) جنوب البناء الأولي للمدينة، في موقع قرية موجودة مسبقًا.
تم تخصيص المطيرة لأول مرة من قبل المعتصم بالله للجنرال الأشرساني الأفشين حيدر بن كاوس مع الأشروسانية وآخرين في خدمته. وبنى الأفشين مسكناً خاصاً لنفسه، وبأوامر الخليفة بنى أيضًا سوقًا صغيرًا، بالإضافة إلى مساجد وحمامات. وبعد إعدام الأفشين عام 841، مُنحت المطيرة للجنرال التركي وصيف من قبل الواثق. وفي عهد المتوكل أقام بها ابنه المؤيد.
نجت المطيرة من هجر الخلفاء لسامراء، وظلت محتلة حتى القرن الثالث عشر على الأقل.

### دار الخليفة
في الطرف الشمالي من وسط سامراء كان يوجد قصر الخليفة (دار الخليفة). كان هذا الموقع بمثابة المقر الرسمي للحكم في عهد المعتصم والمنتصر والمستعين والمعتز والمهتدي والمعتمد.
يتكون مجمع القصر من مبنيين رئيسيين. تم تحديد أكبرها على أنها دار العامة (القصر العام)، حيث كان يجلس الخليفة ويدير الأعمال الرسمية، وحيث يوجد بيت المال. على الجانب الغربي من القصر يوجد باب العامة، الذي لا يزال إيوانه الثلاثي موجوداً. وكثيراً ما كان باب العامة يُستخدم كموقع لتنفيذ عمليات الإعدام العلنية وعرض رفات القتلى.
تم تحديد المبنى الأصغر الموجود في الشمال باسم جوسق الخاقاني، والذي كان بمثابة السكن الخاص للخليفة. قام الخليفة المعتصم بإعطاء الأوامر لبناء قصر الجوسق إلى الخاقانت أورتوج وهو والد كلاً من الفتح بن خاقان ومزاحم بن خاقان. فكانت تقع داخل سور، وفي الجهة الشرقية كان هناك ميدان يطل على بداية مضمار سباق الخيل في الحير. خلال فترة العنف التي أعقبت وفاة المتوكل، كثيراً ما يُذكر أن قصر الجوسق كان بمثابة سجن لشخصيات بارزة مثل المعتز، المؤيد، الموفق، المهتدي والمعتمد جميعهم مسجونون هناك في فترات زمنية مختلفة.

### معسكر خاقان أورتوج والوزيرية

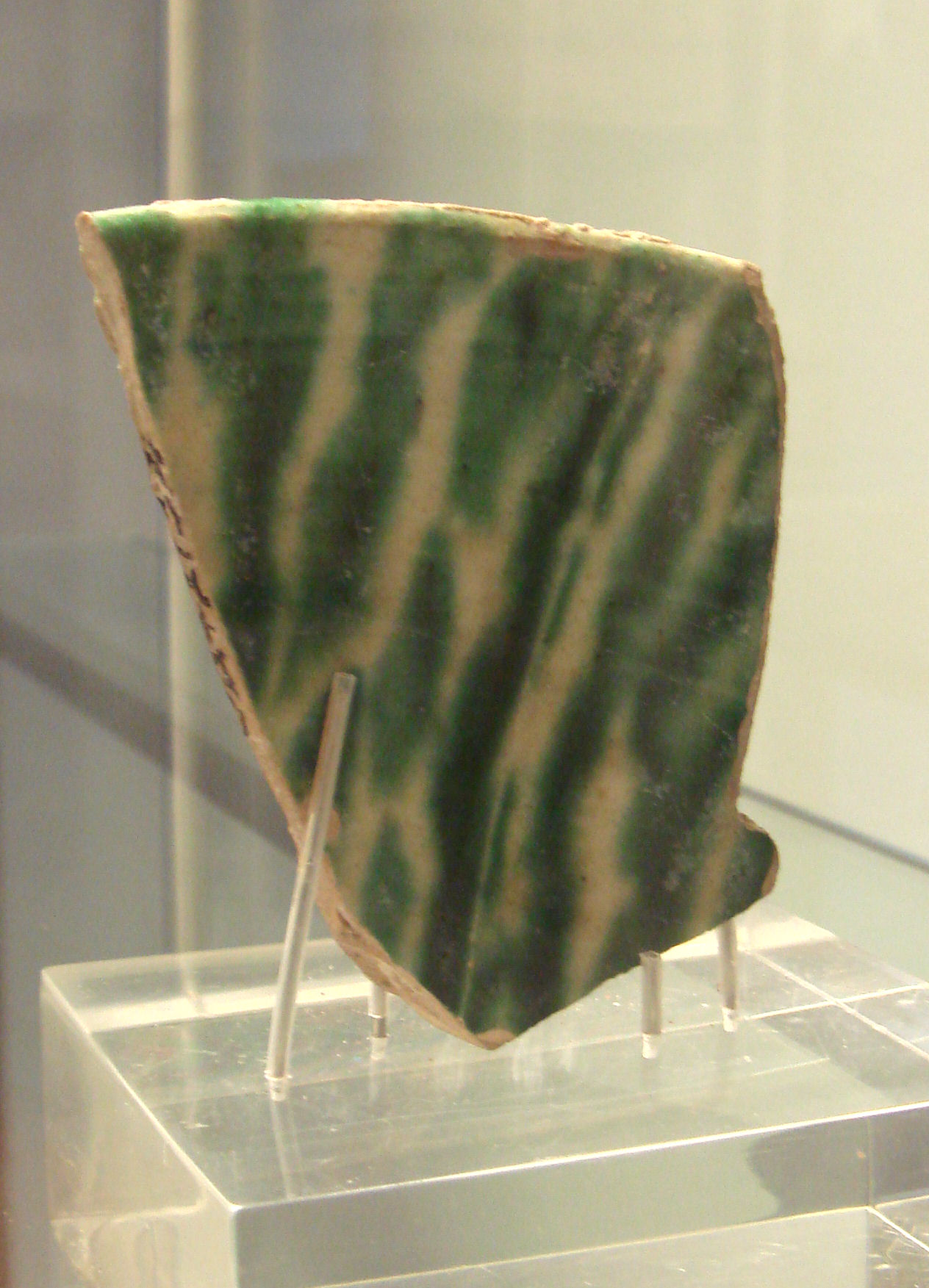
قطعة فخار سانكاي صينية الصنع، تعود إلى القرن التاسع والعاشر، وجدت في سامراء، وهي مثال على التأثيرات الصينية على الفخار الإسلامي.

على الجانب الشمالي من دار الخليفة كانت هناك منطقة تجميع مسورة. تم تحديد هذا الموقع على أنه المنطقة التي خصصها المعتصم لخاقان أورتوج وأتباعه، الذين قيل إنهم معزولون عن عامة الناس. في مرحلة ما، يبدو أن المعسكر كان يأوي الخدم الذين عملوا في قصر الخليفة. كان يوجد هنا قصر أصغر (ربما القصر العمري الذي بناه خاقان أورتوج) ومخازن، وكانت الحاير تحدد الحدود الشرقية للمنطقة.
مباشرة إلى الشمال من معسكر خاقان أورتوج كانت توجد منطقة ثانية على شكل ماسة. تم تحديد هذا المعسكر مبدئياً باسم الوزيرية، ويحتوي على قصر الوزيري الذي بناه أبو الوزير أحمد بن خالد وهو مثل معسكر خاقان أورتوج، كان بمثابة مسكن لخدم الخلافة.

### الكرخ والدور
الكرخ والدور عبارة عن معسكرين يقعان على بعد عدة كيلومترات إلى الشمال من سامراء. بُنيت المنطقتان في عهد المعتصم، ويبدو أن المنطقتين كانتا تؤي أفواجاً تركية وكثيراً ما يتم ذكرهما معاً.
تم بناء الكرخ (الذي يُسمى أحيانًا كرخ سامراء في المصادر) بالقرب من مستوطنة الشيخ والي الموجودة مسبقًا. تم تخصيصها للجنرال التركي أشناس، بأوامر صارمة بعدم السماح لأي غرباء (أي غير الأتراك) بالعيش هناك، كما كان قرار الخليفة بعدم السماح لأتباعه (أي الأتراك) بالاختلاط بأشخاص من الثقافة العربية. بنى أشناس قصراً كان يحتوي على مسجد؛ وبعد وفاته أهدي هذا البناء إلى الفتح بن خاقان. تفاصيل مستوطنة الدور، شمال الكرخ، أقل شهرة، لكن من الواضح أن الأتراك استوطنوا في هذه المنطقة أيضًا.
يصف اليعقوبي بناء المساجد والحمامات والأسواق في الكرخ والدور. حيث ظلت كلتا المنطقتين مأهولتين بالسكان بعد التخلي عن سامراء، ويبدو أنه تم اعتبارهما من ضواحي سامراء؛ على سبيل المثال، يشير الجغرافي والرحالة شمس الدين المقدسي في القرن العاشر إلى كلا المنطقتين باعتبارهما تابعتين لسامراء. يبدو أنها بقيتا تنبض بالناس حتى القرن الثالث عشر على الأقل.

### الحير
وكانت الحير محمية صيد ضخمة شرق سامراء. وكان يحيط به جدار من الأرض المسطحة، يحيط بمساحة 114 كـم2 (44 ميل2). تم هدم الجزء الغربي من الجدار المتاخم للمدينة المركزية بشكل متكرر وإعادة بنائه لإفساح المجال لبناء جديد، بما في ذلك المسجد الكبير. كانت توجد داخل الحير سلسلة من حلبات السباق، ويبلغ طول كل مسار عدة كيلومترات. و تنوع تصاميم حلبات السباق هذه، حيث كان أحدهما على شكل مظلة، والتصميم الثاني على شكل زجاجة، والثالث على شكل ورقة البرسيم.

### القصر الهاروني
القصر الهاروني، هو قصر بناه الخليفة العباسي هارون الواثق بالله على نهر دجلة. حيث أقام هنا في عهده، كما فعل المتوكل قبل بناء الجعفرية عام 859.

### بالكوارة
كانت بالكوارة في الأصل معسكراً يقع جنوب المطيرة. ومن السمات الرئيسية لهذا الموقع القصر الذي كان بمثابة مقر إقامة المعتز خلال خلافة والده المتوكل. وقد بني في عهد المتوكل حيث يطل على نهر دجلة وكان محاطاً بسورين، ويبلغ طول الجدار الخارجي 1,165 م × 1,171 م (3,822 قدم × 3,842 قدم) والقياس الداخلي 464 م × 575 م (1,522 قدم × 1,886 قدم).
وقد كشفت أعمال التنقيب التي أجريت في أوائل القرن العشرين عن عناصر زخرفية تتكون من الزخارف الجصية واللوحات الجدارية والنوافذ الزجاجية الملونة والمشكاة.

### المتوكلية والجعفرية

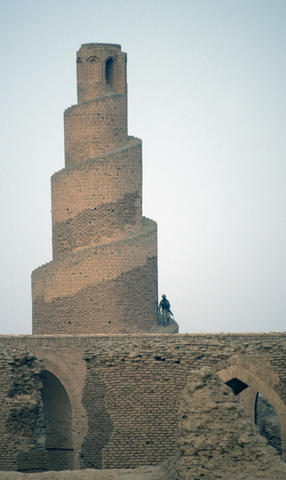
المئذنة الحلزونية لمسجد أبو دلف

كانت المتوكلية أكبر مشروع بناء للخليفة جعفر المتوكل على الله، والذي أمر ببناء مدينة جديدة على الحدود الشمالية للدور عام 859. هذه المدينة التي بنيت في محيط مستوطنة الماحوزة، كان الهدف منها أن تحل محل سامراء كمقر للخلفاء.
تتألف المتوكلية من منطقة غير مسورة، يمر من وسطها طريق يمتد من الشمال إلى الجنوب. وفي الجانب الغربي من الشارع كان يوجد مسجد أبو دلف وجامع سامراء الكبير، ضم مسجد أبو دلف مئذنة حلزونية قياس 34 م (112 قدم) عالية. أدى الشارع في نهايته إلى القصر الجعفري، والذي كان بمثابة المقر الجديد للمتوكل. وكانت تقع شمال المتوكلية ويفصلها عن بقية المدينة سور. كما تم حفر قناة لتزويد المدينة الجديدة بالمياه، لكن هذا المشروع فشل ولم تعمل القناة بشكل صحيح.
تمثل بناء المتوكلية ذروة توسع سامراء. ونقل اليعقوبي أنه كان بين الجعفري وبلكوارة تطور مستمر يصل إلى سبعة فراسخ أي حوالي 42 كم. وعلى الرغم من الأموال الكبيرة التي تم إنفاقها لبنائها، إلا أن المتوكلية لم يتم احتلالها إلا لفترة قصيرة جداً. أقام المتوكل في الجعفري عام 860 ونقل الدواوين من سامراء، ولكن بعد اغتياله في ديسمبر 861، أمر ابنه وخليفته المنتصر بالعودة إلى سامراء وأقام فيها. في قصر الجوسق بدلا من ذلك. 

### المشرَّحات
المشرَّحات كان مُجمعاً في محيط القادسية جنوب سامراء. في الجانب الشمالي كان هناك قصر، وفي الجانبين الشرقي والغربي كانت هناك وحدات سكنية. ويتفرع من المجمع سياج كبير شبه منحرف ويمتد عدة كيلومترات شمالاً إلى الحير. الموقع، الذي كان من الواضح أنه كان بمثابة قصر للصيد، يُنسب إلى الشاه الساساني، وربما تم بناؤه في عهد المتوكل.

### إلى الغرب من نهر دجلة
على الرغم من أن غالبية التطوير في سامراء كان يقع على الجانب الشرقي من نهر دجلة، فقد تم تشييد العديد من المباني أيضًا على الضفة الغربية. وبنى المعتصم جسراً على نهر دجلة وأنشأ في الجهة الغربية منه عمارات وبساتين وحدائق.
الإصطبلات عبارة عن بناء كبير مسور يقع إلى الجنوب من سامراء. يتكون الجزء الشمالي من قصر يطل على نهر دجلة، بينما يحتوي الجزء الجنوبي على عدد من الوحدات السكنية. كما تم بناء سور خارجي طويل يحيط بالاسطبلات والمنطقة المحيطة بها. ويُعتقد أن الاسطبلات هو قصر العروس، وهو أحد القصور التي بناها المتوكل.
قصر العاشق كان قصراً يقع مقابل القصر الهاروني ودار الخليفة. ويعتبر أفضل قصور سامراء التي تم الحفاظ عليها منذ ذلك الزمن، وقد تم ترميم المبنى الرئيسي بالكامل تقريباً في أواخر القرن العشرين. يبدو أن مخطط القصر كان مبنيًا على مخطط الجوسق. وينسب إلى المعشوق الذي بناه المعتمد وكان مقراً له في جزء من فترة خلافته.
قبة الصليبية عبارة عن مبنى صغير مثمّن يقع جنوب قصر العاشق. تم الوصول إلى الهيكل الداخلي المثمن الذي يتميز بقبة عن طريق منحدرات تصعد من أربعة جوانب. تضمنت أعمال الترميم في السبعينيات إعادة بناء القبة. تم بناؤه في الأصل حوالي عام 862، وهو أقدم مثال باقٍ للمقبرة المقببة في العمارة الإسلامية. 

## زخرفة معمارية
أجرى إرنست هرتسفيلد، عالم الآثار الألماني في القرن العشرين، أعمال تنقيب واسعة النطاق في قصر الخليفة الرئيسي في سامراء في الفترة ما بين 1911-1913.  حصل هيرزفيلد على ألواح من الجص المنحوت والرخام والعناصر الزخرفية الخزفية ومواد أخرى من استكشافاته. يحدد هيرزفيلد في منشوراته ثلاثة أنماط من الزخارف المنحوتة. وهذه الأنماط هي: النمط الأول (الذي أشار إليه بالنمط المشطوف)، والنمط الثاني، والنمط الثالث. في حين أن تصنيفه لهذه الأساليب كان مقبولًا عمومًا من قبل خلفائه، فإن البحث في هذا المجال يتحدى الآن مصدر هذه الأساليب المعلنة والجدول الزمني لها.
النمط الأول الذي لاحظه هرتسفلد يظهر على قطع من الرخام تم استخراجها من مجمع قاعة الحضور. يتكون هذا النمط من أشكال حدوة حصان تتكرر في صفوف. النموذجان التاليان اللذان لاحظهما موجودان على جدار رخامي ويتكونان من زخارف ثلاثية الفصوص ورموز على شكل بتلات. كان الشكل الأخير الذي لاحظه هرتسفيلد مصنوعاً من نمط أوراق خماسية الفصوص يمثل سعفة النخيل وكان مصدر الإلهام في الزخرفة المعمارية موجوداً في النباتات، كالسيقان، والأغصان المتداخلة أو المتشابكة، والأوراق التي كانت ثنائية أو ثلاثية، أو من سعف النخيل وثماره.

## البحوث والتطورات الحديثة

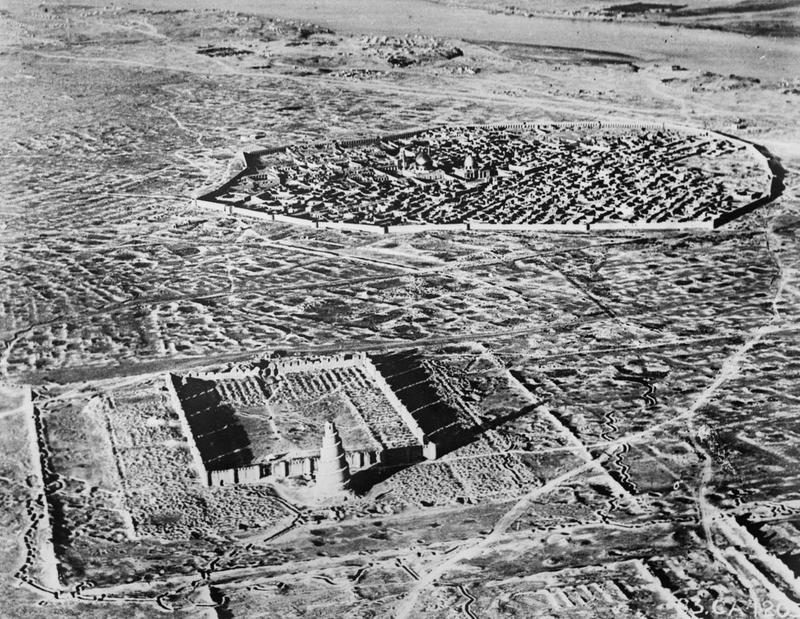
سامراء في أوائل القرن العشرين

لفتت سامراء انتباه علماء الآثار لأول مرة في مطلع القرن العشرين، حيث قام هنري فيوليت، وفريدريش ساري، وإرنست هرتسفيلد بتنفيذ أعمال التنقيب في الفترة التي سبقت الحرب العالمية الأولى. تم التقاط الصور الجوية بين عامي 1924 و1961، والتي حافظت على أجزاء من الموقع التي اجتاحتها التطويرات الجديدة منذ ذلك الحين. استأنفت المديرية العامة للآثار العراقية أعمال التنقيب بين عامي 1936 و1940، واستمرت في الستينيات والسبعينيات. تمت أعمال التنقيب والترميم بين عامي 1980 و1990. وفي نفس الوقت تقريباً، قام أليستر نورثيدج بمسح الأجزاء الباقية من المدينة، ومنذ ذلك الحين نشر العديد من الأعمال حول هذا الموضوع. على الرغم من هذه المشاريع، فإن ما يقدر بنحو 80٪ من الموقع كان لا يزال غير منقب في بداية القرن الحادي والعشرين.
أدت التطورات في القرن العشرين، بما في ذلك الانتهاء من سد سامراء في الخمسينيات ونمو مدينة سامراء الحديثة، إلى اجتياح أجزاء من الآثار من خلال البناء والزراعة الجديدة.  وقد تسببت حرب العراق (2003-2011) أيضاً في أضرار بالموقع، بما في ذلك عام 2005 عندما انفجرت قنبلة في أعلى مئذنة الجامع الكبير. كان مجمع قصر سور أشناس موقع القتال بين تنظيم الدولة الإسلامية والجيش العراقي والمجموعات القبلية خلال هجوم تنظيم الدولة على العراق في عام 2015.
تم إعلان مدينة سامراء الأثرية كموقع للتراث العالمي من قبل اليونسكو في عام 2007. وتعتبر المنظمة سامراء هي العاصمة الإسلامية الوحيدة المتبقية التي تحتفظ بخطتها الأصلية وهندستها المعمارية ومنحوتاتها. كما استوفى الموقع العديد من معايير اليونسكو للقائمة. على الرغم من سوء الحفاظ عليها، فإن مساجد المدينة التاريخية والتخطيط الحضري والزخارف المعمارية والصناعات الخزفية تمثل بشكل فريد مرحلة معمارية معينة في الخلافة العباسية، والتي امتدت من تونس إلى آسيا الوسطى (المعياران الثاني والثالث). تمثل مساجدها التاريخية نمطاً فريداً ومميزاً من العمارة الإسلامية، وهو واضح في أبعادها الكبيرة ومآذنها الفريدة (المعايير الرابعة).

### اقتباسات
1. ↑  Northedge 2008، صفحات 32–33.
2. 1 2 3 4  UNESCO.
3. ↑  Northedge 2008، صفحة 97.
4. ↑  Le Strange 1905، صفحة 53.
5. ↑  Gordon 2001، صفحات 15 ff., 50 ff..
6. 1 2 3  Al-Ya'qubi 1892، صفحات 255–56.
7. ↑  Yarshater 1985–2007، v. 33: pp. 24-28.
8. ↑  Al-Mas'udi 1873، صفحات 118–19.
9. 1 2 3 4  Kennedy 2004، صفحة 163.
10. ↑  Le Strange 1905، صفحات 53–57.
11. ↑  Al-Ya'qubi 1892، صفحات 256–58.
12. ↑  Yarshater 1985–2007، v. 33: pp. 25-26.
13. ↑  Al-Mas'udi 1873، صفحات 119 ff..
14. ↑  Yarshater 1985–2007، v. 33: p. 26.
15. ↑  Kennedy 2004b، صفحة 219.
16. ↑  Al-Ya'qubi 1892، صفحات 258–64.
17. ↑  El-Hibri 2010، صفحات 296–297.
18. 1 2  Al-Ya'qubi 1892، صفحات 264–65.
19. ↑  Yarshater 1985–2007، v. 34: pp. 149-52.
20. ↑  Bearman et al. 2002، s. vv. "Al-Muntasir," "Al-Musta'in," "Al-Mu'tazz," "Al-Muhtadi".
21. ↑  Al-Ya'qubi 1892، صفحات 267–68.
22. 1 2  Al-Ya'qubi 1892، صفحة 268.
23. ↑  Northedge 2008، صفحات 239 ff..
24. ↑  Yarshater 1985–2007، v. 38: pp. 120-21.
25. ↑  Al-Ya'qubi 1892، صفحة 263.
26. ↑  Yarshater 1985–2007، v. 35: p. 39.
27. ↑  Kennedy 2004، صفحة 164.
28. ↑  Le Strange 1905، صفحات 55–56.
29. ↑  Northedge 1991، صفحة 74.
30. ↑  Northedge & Kennet 2015، صفحة 1.
31. ↑  Kennedy 2004b، صفحات 219–20.
32. ↑  Northedge 2008، 97–100, 122 ff..
33. ↑  Northedge 2008، صفحة 100.
34. ↑  Al-Ya'qubi 1892، صفحات 260–63.
35. ↑  Northedge 2008، صفحات 100 ff..
36. ↑  Northedge 2008، صفحات 100 ff., 183 ff..
37. ↑  Yarshater 1985–2007، v. 33: pp. 87-88; v. 35, p. 122.
38. ↑  Northedge 2008، صفحات 98 ff..
39. ↑  Al-Ya'qubi 1892، صفحات 258, 260–61.
40. ↑  Northedge 2008، صفحات 114, 122–25.
41. ↑  CEMML، 060. Samarra — Al-Mutawakkil Mosque & Minaret al-Malwiya.
42. ↑  Leisten 2003، صفحات 35–57.
43. ↑  Northedge 2008، صفحة 123.
44. 1 2 3  Al-Ya'qubi 1892، صفحة 259.
45. ↑  Al-Ya'qubi 1892، صفحات 259, 264–65.
46. ↑  Northedge 2008، صفحات 185–89.
47. ↑  Northedge 2008، صفحة 242.
48. ↑  Northedge 2008، صفحات 133, 143.
49. ↑  Al-Ya'qubi 1892، صفحة 255.
50. ↑  CEMML، 059. Samarra — Bab al-'Amma, the Jawsaq al-Khaqani Palace Gate.
51. ↑  Yarshater 1985–2007، v. 36: pp. 11, 90, 136.
52. ↑  Northedge 2008، صفحات 133–141.
53. 1 2 3  Al-Ya'qubi 1892، صفحة 258.
54. ↑  Northedge 2008، صفحات 141–144.
55. ↑  Northedge 1993، passim.
56. ↑  Yarshater 1985–2007، v. 35: pp. 7, 35, 131; v. 36: pp. 98, 105.
57. ↑  Northedge 2008، صفحات 144–46.
58. ↑  Northedge 2008، صفحات 146–48.
59. ↑  Gordon 2001، صفحة 199.
60. ↑  Yarshater 1985–2007، v. 35: pp. 12, 30-31, 140, 152, 164; v. 36, pp. 76, 78, 85, 86, 87, 91. 95, 96, 99.
61. ↑  Northedge 2008، صفحات 173 ff..
62. ↑  Al-Mas'udi 1873، صفحة 122.
63. ↑  Al-Ya'qubi 1892، صفحات 259, 266.
64. ↑  Northedge 2008، صفحة 183.
65. ↑  Al-Muqaddasi 2001، صفحة 55.
66. ↑  Northedge 2008، صفحات 183, 242.
67. ↑  Al-Ya'qubi 1892، صفحات 258, 263, 265.
68. ↑  Northedge 2008، صفحات 151–52.
69. ↑  Northedge 2008، صفحات 152 ff..
70. ↑  Northedge 1990، passim.
71. ↑  Northedge 2008، صفحات 225–27.
72. ↑  Al-Ya'qubi 1892، صفحة 265.
73. ↑  Northedge 2008، صفحة 198.
74. ↑  CEMML، 056. Samarra — Balkuwara Palace.
75. ↑  Leisten 2003، صفحات 69–71, 81–104.
76. ↑  Northedge 2008، صفحات 189–191, 198–200.
77. ↑  Northedge 1991، صفحة 89.
78. ↑  Al-Ya'qubi 1892، صفحة 266.
79. 1 2  Northedge 2008، 211 ff..
80. ↑  CEMML، 055. Samarra — Abu Dulaf Mosque and Minaret.
81. ↑  Leisten 2003، صفحات 58–68.
82. 1 2  Al-Ya'qubi 1892، صفحات 266–67.
83. ↑  Northedge 2008، صفحات 211, 220–23.
84. ↑  Northedge 2008، صفحات 204–07.
85. ↑  Al-Ya'qubi 1892، صفحات 263–64.
86. ↑  Northedge 2008، صفحات 227 ff..
87. ↑  Northedge 2008، صفحات 200–04.
88. ↑  Leisten 2003، صفحات 105–110.
89. ↑  Northedge 2008، صفحات 233–35.
90. ↑  CEMML، 061. Samarra — Qasr al-Ashiq.
91. ↑  CEMML، 063. Samarra — Sulaybiya Mausoleum.
92. ↑  Leisten 2003، صفحات 72–78.
93. ↑  Northedge 2008، صفحات 230–33.
94. ↑  Petersen 2002، صفحة 240.
95. ↑  Bloom & Blair 2009، صفحة 342، Tomb.
96. 1 2 3  Saba، Matthew D. (27 أغسطس 2015). "A Restricted Gaze: The Ornament of the Main Caliphal Palace of Samarra". Muqarnas Online. ج. 32 ع. 1: 155–195. DOI:10.1163/22118993-00321p09. ISSN:0732-2992. مؤرشف من الأصل في 2023-02-27.
97. ↑  Saba، Matthew D. (27 أغسطس 2015). "A Restricted Gaze: The Ornament of the Main Caliphal Palace of Samarra". Muqarnas Online. ج. 32 ع. 1: 155–195. DOI:10.1163/22118993-00321p09. ISSN:0732-2992. مؤرشف من الأصل في 2023-02-27.
98. ↑  Zahra، Fatima؛ Safrizal Bin Shahir (7 يونيو 2022). "Spiritual Aesthetics of Islamic Ornamentation and the Aesthetic Value in Islamic Architecture". Journal of Islamic Thought and Civilization. ج. 12 ع. 1: 164–175. DOI:10.32350/jitc.121.08. ISSN:2520-0313.
99. ↑  Freer-Sackler.
100. ↑  Shaw & King 1999، صفحة 505.
101. ↑  Northedge 2006، صفحة 6.
102. ↑  Northedge 1990.
103. ↑  Northedge 1991.
104. ↑  Northedge 1993.
105. ↑  Northedge 2008.
106. ↑  Northedge & Kennet 2015.
107. ↑  Finster 2004، p. 241, credits Northedge and his work for ensuring that "Samarra was not consigned to oblivion.".
108. ↑  Northedge & Kennet 2015، صفحة 49.
109. ↑  BBC 2005.
110. ↑  Reuters 2015.
111. ↑  Centre, UNESCO World Heritage. "Samarra Archaeological City". UNESCO World Heritage Centre (بالإنجليزية). Archived from the original on 2023-09-20. Retrieved 2023-04-24.